# كوتا هاتوري
كوتا هاتوري (باليابانية: 服部 公太) (22 نوفمبر 1977 في ناراشينو في اليابان – )؛ هو لاعب كرة قدم ياباني سابق كان يلعب كلاعب وسط.

## وصلات خارجية
- كوتا هاتوري على موقع رابطة كرة القدم اليابانية للمحترفين (اليابانية)
- كوتا هاتوري على موقع قاعدة بيانات كرة القدم.إي يو (الإنجليزية)
- كوتا هاتوري على موقع Soccerway.com (الإنجليزية)
- كوتا هاتوري على موقع عالم كرة القدم.نت (الإنجليزية)